# Incendi del Cap de Creus de 2021
L'incendi del Cap de Creus fa referència a l'incendi forestal que es va originar el 16 de juliol de 2021 entre Llançà i el Port de la Selva, a l'Alt Empordà. Dos dies després, els Bombers de la Generalitat el van donar per controlat. S'havien cremat 415,61 hectàrees, 402,28 hectàrees de les quals són dins dels límits del Parc Natural del Cap de Creus. Quatre bombers i un voluntari de l'Agrupació de Defensa Forestal van resultar ferits lleus.
El Cos d'Agents Rurals, que van investigar l'origen de les flames, tenien com a principal hipòtesi de l’origen del foc una burilla d’una cigarreta.
S'havien evacuat el Monestir de Sant Pere de Rodes i també 300 persones de les urbanitzacions de Santa Isabel, Beleser, Perabeua, la Móra i les Móres i el càmping Port de la Vall. També s'havia confinat la població de la Selva de Mar.
| Municipis           | ha     | %    |
| ------------------- | ------ | ---- |
| Llançà              | 75,97  | 18,3 |
| El Port de la Selva | 296,64 | 71,4 |
| La Selva de Mar     | 43     | 10,3 |

El director general de Prevenció, Extinció d'Incendis i Salvament, Joan Delort, va criticar la decisió espanyola de negar activar el protocol de col·laboració de bombers nord-catalans i sud-catalans anomenat Cooperem per ajudar amb l'extinció de l’incendi. El Ministeri per a la Transició Ecològica i el Repte Demogràfic va assenyalar que va enviar onze mitjans aeris que van actuar i, respecte al veto de sol·licitar ajuda als bombers de l'administració francesa, van argumentar que es va ocupar al màxim l'espai aeri pel qual «no es va considerar ni oportú ni necessari» demanar-la.

## Galeria

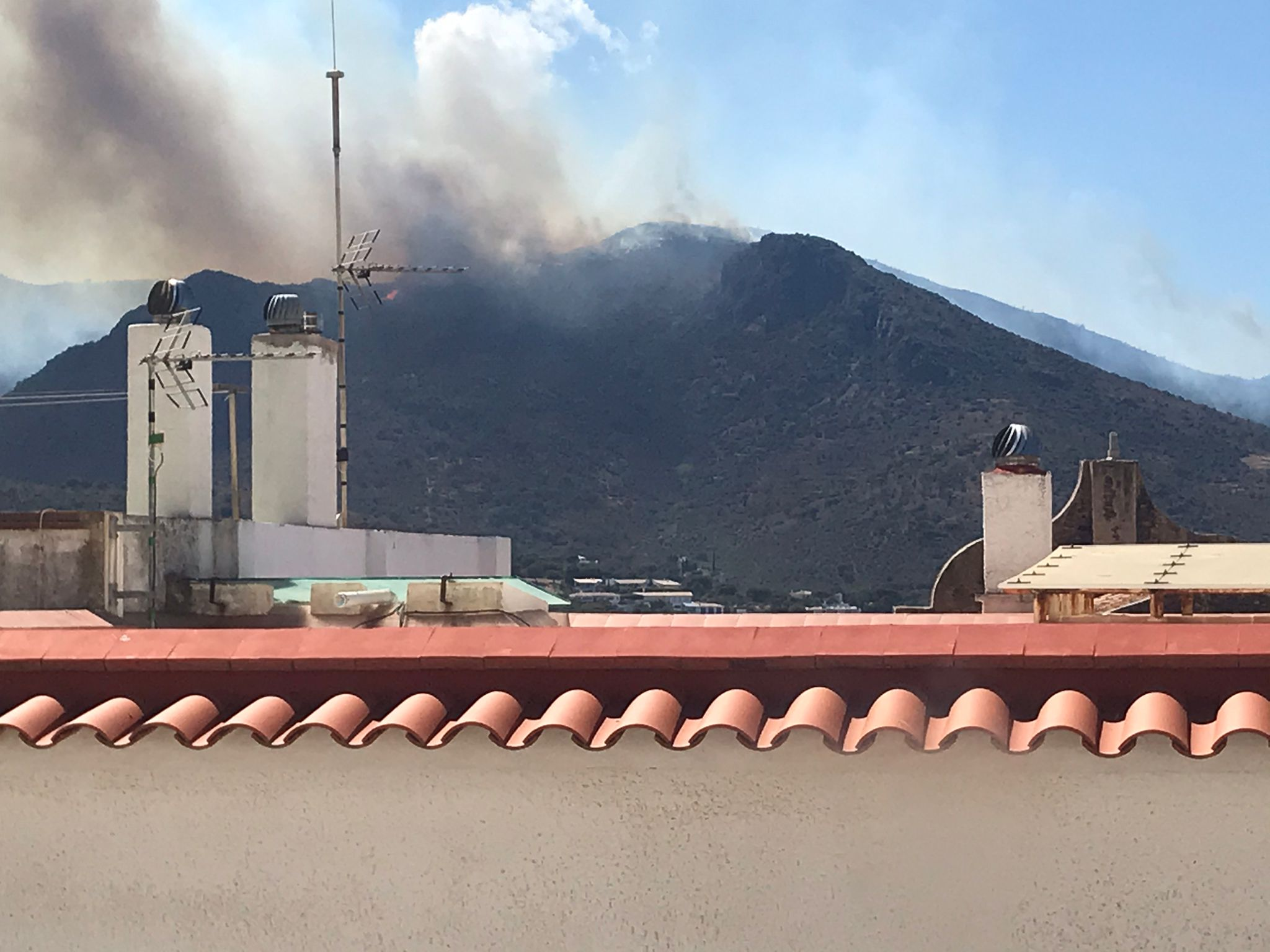
Incendi des del Port de la Selva (dia 1)
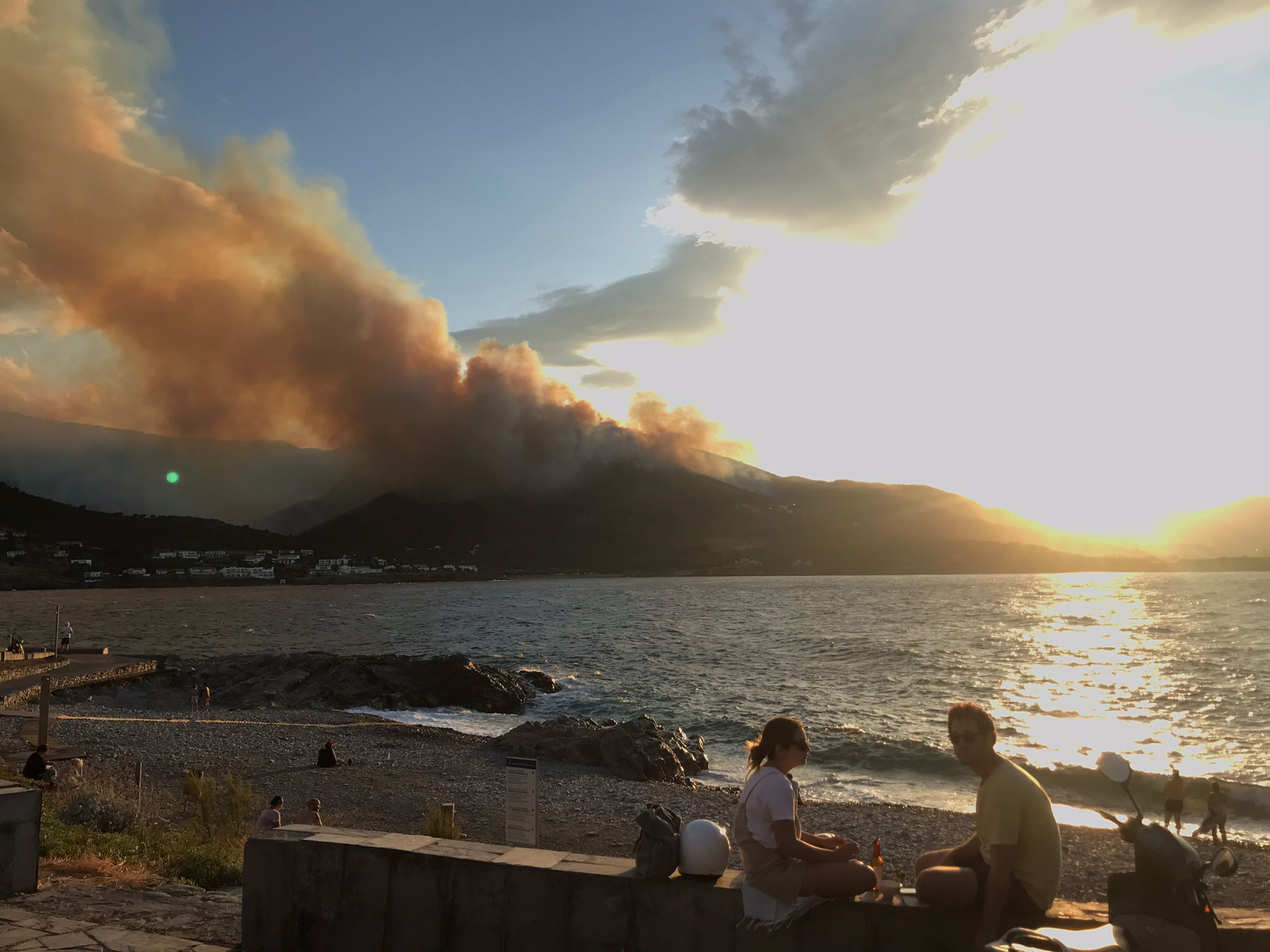
Incendi des de la Platja del Pas, al Port de la Selva
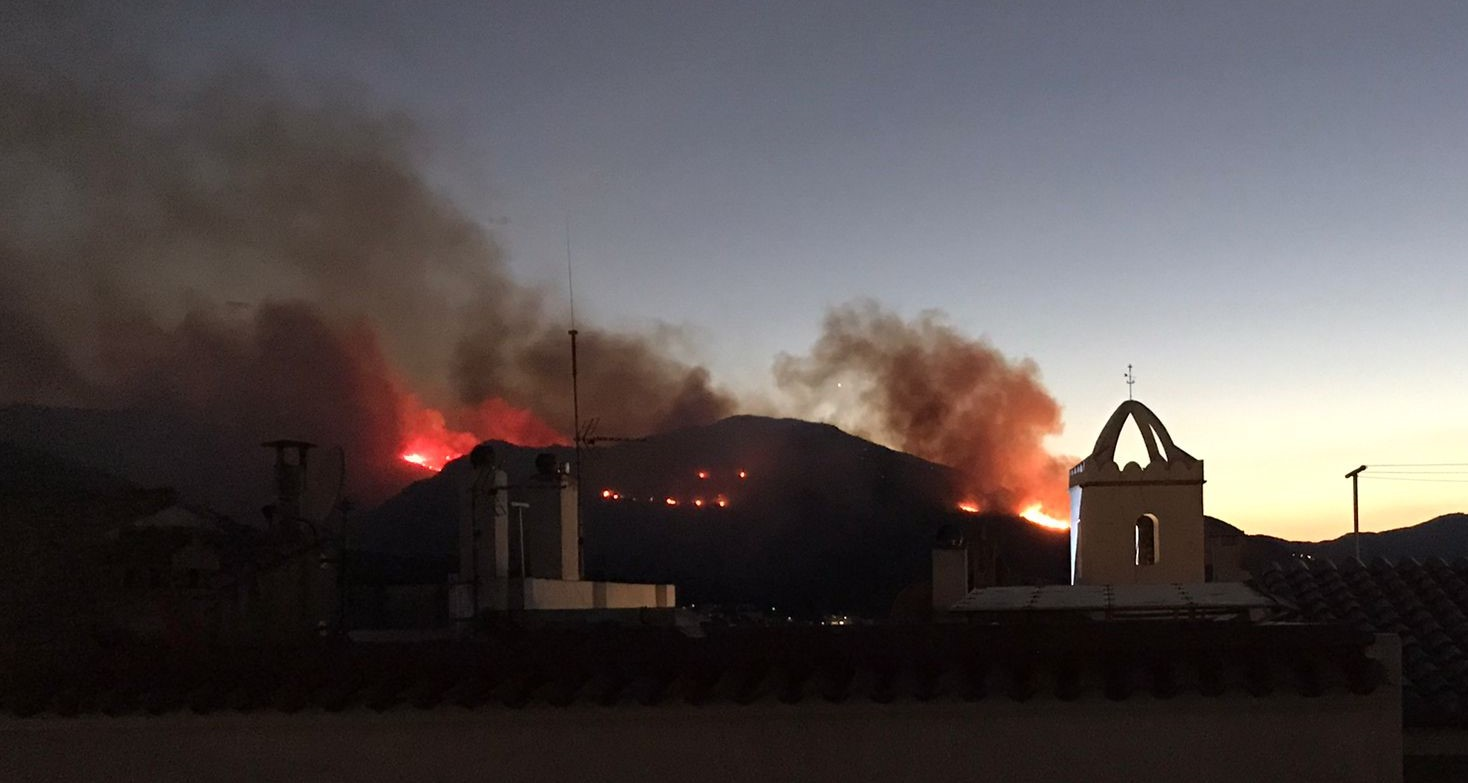
Incendi al capvespre, des del Port de la Selva